# Дерли, Жуан
Жуан Дерли (порт. João Derly de Oliveira Nunes Júnior; род. 2 июня 1981, Порту-Алегри) — бразильский дзюдоист, чемпион Бразилии, победитель и призёр Панамериканских чемпионатов, чемпион Панамериканских игр, чемпион мира, участник летних Олимпийских игр 2008 года в Пекине.

## Биография
Выступал в суперлёгкой (до 60 кг) и полулёгкой (до 66 кг) весовых категориях. Двукратный чемпион Бразилии. Чемпион (2005 и 2009 годы), серебряный (2003 год) и бронзовый призёр (1997 и 2001 годы) Панамериканских чемпионатов. В 2007 году стал чемпионом Панамериканских игр. Чемпион мира 2005 и 2007 годов.
На летней Олимпиаде 2008 года в Пекине бразилец выступал в полулёгкой категории. Сначала он победил южнокорейца Кима Джуджина, но затем проиграл португальцу Педро Диасу и завершил выступление, заняв 17-е место.
После ухода из спорта Дерли начал политическую карьеру — Мануэла Д'Авила пригласила его баллотироваться в местные депутаты от Коммунистической партии Бразилии. В 2012 году он был избран в городской совет Порту-Алегри, а в 2014 году — федеральным депутатом по Риу-Гранди-ду-Сул. В сентябре 2015 года он перешёл из компартии в Сеть устойчивого развития. Он голосовал за импичмент Дилмы Русеф и расследование против сменившего её Мишеля Темера. В 2018 году он не был переизбран и снова сменил партию, вступив в Бразильскую республиканскую партию. В 2019 году губернатор Эдуарду Лейте назначил Дерли министром спорта и досуга в Риу-Гранди-ду-Сул. В июне 2020 года Дерли оставил эту должность.